# Østergård (Munkebo Sogn)
 For alternative betydninger, se Østergård. (Se også artikler, som begynder med Østergård)
Østergård også kaldet Kiil eller Kiilegaard er en lille herregård cirka 1 km vest for Kertinge Nor på Fyn. Godset blev oprettet i 1584. Navnet Østergård er fra 1598, hvor godset lå i den østlige ende af Kølstrup Sogn. 1683 nedlagdes nabo-hovedgården Trellerup og jorden lagdes ind under Østergård. Hovedbygningen er opført i 1731. Fra 1751 ligger Østergård i Munkebo Sogn, Bjerge Herred, Munkebo Kommune.
Østergård Gods er på 321 hektar med Carolinelund

## Ejere af Østergård
- (1470-1584) Forskellige Ejere
- (1584-1599) Anders Eriksen Kaas
- (1599-1632) Hans Andersen Kaas
- (1632-1643) Jørgen Hansen Kaas / Niels Hansen Kaas
- (1643-1644) Christian 4.
- (1644-1658) Ulrik Christian greve Gyldenløve
- (1658-1663) Joh. Boysen
- (1663-1668) Jørgen Mathisens dødsbo
- (1668-1672) Hans Hansen
- (1672-1676) Abel Cathrine, enken. Hun købte 1673 Ulriksholm, som i mere end 100 år var i slægten Brügmann's eje.
- (1676-1687) Nicolaus von Brügmann
- (1687-1698) Hedvig Spend, enken
- (1698-1703) Daniel von Brügmann
- (1703-1736) Godske Hans von Brügmann
- (1736-1781) Caspar Hermann von Brügmann
- (1781-1783) Slægten von Brügmann
- (1783-1801) Ulrich Wilhelm de Roepstorff
- (1801-1803) Christian Schmidt / Johannes Schmidt
- (1803-1849) Johannes Schmidt
- (1849-1860) Christian Jacob Johan Schmidt
- (1860-1871) Slægten Schmidt
- (1871-1885) Enke Fru Anne Christine Holm gift Schmidt
- (1885-1891) Slægten Holm-Schmidt
- (1891-1895) Carl August Oldenburg
- (1895-1922) Otto Schr
- (1922-1923) Udstykningsforeningen For Sjælland Og Fyn Stifter
- (1923-1950) Marius Boel
- (1950-1980) Hans Boel
- (1980-2005) Mariann Fischer Boel, Hans Laurids Fischer Boel

- (2005-) Hanne Hansdatter Fischer Boel / Aksel Schwaner-Nielsen